# NANIMONO EP/何者 (オリジナル・サウンドトラック)
『NANIMONO EP/何者 (オリジナル・サウンドトラック)』（ナニモノ イーピー／なにもの (オリジナル・サウンドトラック)）は、日本の音楽プロデューサー・中田ヤスタカのEP/サウンドトラック。2016年10月5日にWARNER MUSIC JAPAN / unBORDEから発売された。

## 背景とリリース
CD2枚組で発売。ディスク1は映画『何者』主題歌である「NANIMONO (feat.米津玄師)」とそのリミックスを加えた5曲入のEP『NANIMONO EP』、ディスク2は映画『何者』のオリジナル・サウンドトラックである『何者 (オリジナル・サウンドトラック)』となっている。デジタル配信ではそれぞれ別で配信されている。

## ミュージック・ビデオ
NANIMONO (feat.米津玄師)
監督：東市篤憲
東市篤憲がカメラで捉えた中田ヤスタカのリアルドキュメントムービーと、即興で行われた米津玄師によるダンスパフォーマンスが合わさったコラボ映像となっている。

## 収録内容
| 全作詞: 米津玄師、全作曲・編曲: 中田ヤスタカ。 |                                                    |           |              |               |      |
| #                                              | タイトル                                           | 作詞      | 作曲・編曲   | Remix         | 時間 |
| 1.                                             | 「NANIMONO (feat.米津玄師)」                       | 米津玄師  | 中田ヤスタカ |               | 4:06 |
| 2.                                             | 「NANIMONO (feat.米津玄師) -extended mix-」        | 米津玄師  | 中田ヤスタカ |               | 5:24 |
| 3.                                             | 「NANIMONO (feat.米津玄師) -Danny L Harle remix-」 | 米津玄師  | 中田ヤスタカ | Danny L Harle | 4:19 |
| 4.                                             | 「NANIMONO (feat.米津玄師) -TeddyLoid remix-」     | 米津玄師  | 中田ヤスタカ | TeddyLoid     | 5:45 |
| 5.                                             | 「NANIMONO (feat.米津玄師) -banvox remix-」        | 米津玄師  | 中田ヤスタカ | banvox        | 4:06 |
| 合計時間:                                      | 合計時間:                                          | 合計時間: | 23:40        |               |      |

| 全作曲・編曲: 中田ヤスタカ。 |                          |       |              |      |
| #                            | タイトル                 | 作詞  | 作曲・編曲   | 時間 |
| 1.                           | 「就活スタート」         |       | 中田ヤスタカ | 1:44 |
| 2.                           | 「3人の出会い」          |       | 中田ヤスタカ | 1:00 |
| 3.                           | 「拓人の想い」           |       | 中田ヤスタカ | 1:36 |
| 4.                           | 「就活対策本部結成」     |       | 中田ヤスタカ | 1:20 |
| 5.                           | 「何者のテーマ」         |       | 中田ヤスタカ | 3:47 |
| 6.                           | 「ギンジとのやりとり」   |       | 中田ヤスタカ | 2:22 |
| 7.                           | 「ルームシェア」         |       | 中田ヤスタカ | 1:03 |
| 8.                           | 「瑞月のお母さんの話」   |       | 中田ヤスタカ | 2:41 |
| 9.                           | 「何者〜モンタージュ〜」 |       | 中田ヤスタカ | 2:27 |
| 10.                          | 「グルディス」           |       | 中田ヤスタカ | 1:11 |
| 11.                          | 「光太郎の本音」         |       | 中田ヤスタカ | 2:34 |
| 12.                          | 「何者劇場」             |       | 中田ヤスタカ | 6:46 |
| 13.                          | 「拓人と瑞月」           |       | 中田ヤスタカ | 3:50 |
| 合計時間:                    | 合計時間:                | 32:21 |              |      |

## タイアップ
NANIMONO (feat.米津玄師)
映画『何者』主題歌